# Herrarnas masstart vid världsmästerskapen i skidskytte 2012
Herrarnas masstart vid Skidskytte-VM 2012 avgjordes söndagen den 11 mars 2012 på Chiemgau-Arena i Ruhpolding, Tyskland.
Detta var herrarnas sista tävling på världsmästerskapen. Distansen var 15 km och det var totalt fyra skjutningar; liggande + liggande + stående + stående. Vid varje missat skott bestraffades man med en straffrunda.
Masstarten vanns av fransmannen Martin Fourcade, 3 sekunder före tvåan Björn Ferry och 3,4 sekunder före trean Fredrik Lindström.

## Tidigare världsmästare
| År   | Ort             | Mästare              |
| ---- | --------------- | -------------------- |
| 2007 | Antholz         | Michael Greis        |
| 2008 | Östersund       | Emil Hegle Svendsen  |
| 2009 | Pyeongchang     | Dominik Landertinger |
| 2010 | Chanty-Mansijsk | Tävlades inte i      |
| 2011 | Chanty-Mansijsk | Emil Hegle Svendsen  |

## Resultat
| Placering | Namn                 | Land      | Tid     | Straffrundor (L+L+S+S) |
| --------- | -------------------- | --------- | ------- | ---------------------- |
| 1         | Martin Fourcade      | Frankrike | 38.25,4 | 2 (0+1+1+0)            |
| 2         | Björn Ferry          | Sverige   | +3,0    | 0 (0+0+0+0)            |
| 3         | Fredrik Lindström    | Sverige   | +3,4    | 2 (0+1+1+0)            |
| 4         | Andreas Birnbacher   | Tyskland  | +4,6    | 1 (0+0+0+1)            |
| 5         | Simon Fourcade       | Frankrike | +9,8    | 2 (1+0+1+0)            |
| 6         | Carl Johan Bergman   | Sverige   | +13,6   | 1 (0+0+1+0)            |
| 7         | Arnd Peiffer         | Tyskland  | +20,3   | 2 (0+0+1+1)            |
| 8         | Ole Einar Bjørndalen | Norge     | +24,0   | 2 (0+0+1+1)            |
| 9         | Jevgenij Garanitjev  | Ryssland  | +26,8   | 1 (0+0+0+1)            |
| 10        | Jevgenij Ustiugov    | Ryssland  | +34,4   | 2 (2+0+0+0)            |